# کاترین اسکات
کاترین اسکات (انگلیسی: Catherine Scott؛ زادهٔ ۲۷ اوت ۱۹۷۳) دونده اهل جامائیکا است.